# Renzo Nostini
Renzo Nostini, född 27 maj 1914 i Rom, död 1 oktober 2005 i Rom, var en italiensk fäktare.
Nostini blev olympisk silvermedaljör i florett vid sommarspelen 1948 i London.